# Бернихен (Ерцгебирге)
Бернихен (њем. Börnichen/Erzgeb.) град је у њемачкој савезној држави Саксонија. Једно је од 69 општинских средишта округа Ерцгебирге. Према процјени из 2010. у граду је живјело 1.054 становника. Посједује регионалну шифру (AGS) 14521090.

## Географски и демографски подаци
Бернихен се налази у савезној држави Саксонија у округу Ерцгебирге. Град се налази на надморској висини од 517 метара. Површина општине износи 15,5 km². У самом граду је, према процјени из 2010. године, живјело 1.054 становника. Просјечна густина становништва износи 68 становника/km².